# Pogonosoma cyanogaster
Pogonosoma cyanogaster är en tvåvingeart som beskrevs av Mario Bezzi 1916. Pogonosoma cyanogaster ingår i släktet Pogonosoma och familjen rovflugor. Inga underarter finns listade i Catalogue of Life.